# Hans Bütikofer
Hans Eduard Bütikofer-Perret, född 29 juli 1915 i Chur, död 12 januari 2011 i Thun, var en schweizisk bobåkare.
Bütikofer blev olympisk silvermedaljör i fyrmansbob vid vinterspelen 1936 i Garmisch-Partenkirchen.